# Pinheiro (Oliveira de Frades)
Pinheiro is een plaats (freguesia) in de Portugese gemeente Oliveira de Frades en telt 1369 inwoners (2001).